# La Joya, Zacatecas
La Joya är en ort i Mexiko.   Den ligger i kommunen Pinos och delstaten Zacatecas, i den centrala delen av landet, 400 km nordväst om huvudstaden Mexico City. La Joya ligger 2 255 meter över havet och antalet invånare är 114.
Terrängen runt La Joya är varierad. Runt La Joya är det ganska glesbefolkat, med 21 invånare per kvadratkilometer. Närmaste större samhälle är Pinos, 12,5 km söder om La Joya. Omgivningarna runt La Joya är i huvudsak ett öppet busklandskap.